# يو زهين
يو زهين (بالصينية: 于振) هو لاعب كرة قدم صيني في مركز الدفاع، ولد في 5 يونيو 1997 في داليان في الصين. لعب مع داليان ييفانغ.

## وصلات خارجية
- يو زهين على موقع قاعدة بيانات كرة القدم.إي يو (الإنجليزية)
- يو زهين على موقع Soccerway.com (الإنجليزية)